# تل المسخوطة
تل المسخوطة هي منطقة أثرية في محافظة الإسماعيلية بالقرب من أبو صوير. وهي ترجع لعصر الفراعنة والهكسوس.
عثر فيها على آثار للملك قينو بن جشم ملك قيدار.